# Катастрофа Ту-134 в Пензе
Катастрофа Ту-134 в Пензе — авиационная катастрофа, произошедшая воскресным вечером 22 июня 1986 года у аэропорта Пенза. Авиалайнер Ту-134А Оренбургского ОАО предприятия «Аэрофлот» начал выполнять регулярный внутренний рейс SU-5569 по маршруту Пенза — Симферополь, но при взлёте в Пензенском аэропорту Терновка экипаж решил прервать взлёт. Однако, экипаж не смог предотвратить выкатывание за пределы ВПП, после чего, лайнер упал в яму и разрушился на две части. Из находившихся на его борту 65 человек — 59 пассажиров и 6 членов экипажа, погиб 1 человек, выжили 64, из которых семеро получили ранения.

## Самолёт
Ту-134А с бортовым номером СССР-65142 (заводской — 60955, серийный — 49-07) был выпущен Харьковским авиазаводом по одним данным 30 июня 1978 года, по другим — 10 января 1979 года. Далее к 17 января 1979 года он был передан в Оренбургский авиаотряд Приволжского управления гражданской авиации. На момент катастрофы 6-летний авиалайнер имел в общей сложности 15 939 лётных часов и 10 397 посадок, с момента последнего ремонта (проводился 30 июня 1984 года) — 4977 лётных часов и 3260 посадок.

## Экипаж
Состав экипажа рейса SU-5569 был из 195-го лётного отряда, в состав которого входили 6 человек:
- Командир воздушного судна (КВС) — Айдар Киямович Базаров;
- Второй пилот — Юрий Григорьевич Шакин;
- Штурман — Михаил Васильевич Шашкин;
- Бортмеханик — Юрий Фёдорович Литвинов;

В салоне авиалайнера работали две стюардессы:
- Галина Николаевна Ярочкина;
- Галина Владимировна Глотова.

## Катастрофа
Самолёт в данный день выполнял несколько рейсов по общему маршруту Оренбург — Донецк — Симферополь — Пенза — Симферополь. Полёты до Пензы были выполнены без отклонений. Далее авиалайнеру предстояло выполнить рейс 5569 из Пензы в Симферополь с 59 пассажирами и 6 членами экипажа, а рейс выполнял Ту-134А борт СССР-65142. Всего на борту находились 65 человек: 59 пассажиров (47 взрослых и 12 детей, в том числе 6 больших и 6 маленьких) и 6 членов экипажа. Взлётный вес составлял 44,3 тонны, центровка самолёта составляла 28 % САХ. В Пензе в это время было +23 °C, облачность 5 баллов, кучево-дождевая высотой 1000 метров, дул западный свежий ветер (300°, 4 м/с), видимость достигала 5 километров. Также с запада в 10 километрах была гроза, которая приближалась к аэропорту.
В 21:35, в сумерках экипаж начал осуществлять взлёт по магнитному курсу 287° и с довыпущенными на 20° закрылками. Скорость принятия решения (V1) при этом была принята равной 241 км/ч. Управлял самолётом второй пилот. Спустя 38 секунд с момента начала разбега и в 1450 метрах от начала ВПП при скорости 230 км/ч загорелись лампа-кнопка «Внимание» и табло «Неисправность двигателя». Бортмеханик доложил об этом, после чего командир, ничего не говоря другим членам экипажа, взял управление на себя и принял решение прекращать взлёт, так как скорость была ещё ниже V1. Для этого он, действуя по РЛЭ, убрал РУДы со взлётного режима на малый газ, а затем перевёл их в положение реверса. Но к тому времени до конца ВПП оставалось менее четырёх сотен метров, а скорость достигла 252 км/ч.
Через 6 секунд двигатели вышли в максимальный режим обратной тяги, но к тому моменту Ту-134 на скорости 200 км/ч выкатился на концевую полосу безопасности. Также только в это время были выпущены интерцепторы. Помимо этого, за 115 метров до торца ВПП были применены тормоза на шасси. Так как впереди по курсу находились элементы курсо-глиссадной системы (огни, курсовой маяк), то командир отвернул авиалайнер влево. Самолёт помчался по пересечённой местности и в 418 метрах от торца ВПП его передняя стойка шасси попала в яму глубиной 3 метра, а затем сложилась. Упав носовой частью на землю, Ту-134 промчался 104 метра и остановился в 530 метрах от торца ВПП и в 47 метрах левее её оси.
В результате происшествия были разрушены фюзеляж в районе центроплана и законцовки крыла, повреждены стойки шасси и хвостовая часть фюзеляжа. У одного пассажира (мужчина 1947 года рождения) была острая ишемическая болезнь сердца и от пережитого он скончался из-за острой коронарной недостаточности прямо в самолёте. Ещё 3 пассажира были ранены, 4 отравились парами топлива.

## Расследование
Выводы: разрушение элементов конструкции самолета произошло вследствие воздействия нерасчётных нагрузок при движении на скорости 120 км/ч по сильно пересеченной местности за пределами КПБ.
Загорание светосигнального табло «Неисправность двигателя» и «вибрация велика» правого двигателя произошло из-за ложного срабатывания аппаратуры измерения вибрации ИВ-200Е при скорости 230 км/ч на разбеге вследствие отказа датчика вибрации МВ-256-В, который произошел из-за заедания подвижной системы по причине выработки узла верхнего подшипника, что является конструктивным недостатком и носит массовый характер.
При взлёте оба двигателя имели заниженные частоты вращения роторов: по левому двигателю на 4,8 % по низкому давлению, по правому двигателю — на 5,4 % от нижнего предела ТУ, что обусловило занижение тяги обоих двигателей. Отклонения параметров работы двигателей не были выявлены ни в Куйбышевской АТБ, ни в Оренбургской АТБ при приёмке самолета 29.05.86, ни лётным составом Оренбургского ОАО при выводе двигателей на взлётный режим.
Причиной занижения частоты вращения роторов и тяги на обоих двигателях является усадка настройки равновесных оборотов на агрегатах НР-30АР, вызванная износом (приработкой) деталей их центробежных регуляторов, компенсация которых не была произведена подрегулировкой, требуемой РЛЭ двигателя.
Действия экипажа при загорании сигнализации о неисправности правого двигателя и при прекращении взлета соответствовали требованиям РЛЭ, НПП ГА-85 и Методике выполнения взлета, за исключением вышеуказанных недостатков со стороны КВС.
В РЛЭ отсутствуют чёткие рекомендации экипажу по признакам неисправности двигателей, которые требуют прекращения взлёта до скорости V1.
При недостаточной тяге двигателей скорости V1 и V2 были рассчитаны вторым пилотом с ошибкой до 7—9 км/ч.

### Официальное заключение
Причиной катастрофы является выкатывание самолёта при прерванном взлете за пределы КПБ в результате недостаточной тяги двигателей на 1200—1500 килограмм при неустойчивом направлении ветра (в условиях приближающейся грозы ветер изменился со встречно-бокового на попутно-боковой 0,7 м/с), которые увеличили дистанцию прерванного взлета до 300 метров.

### Альтернативные версии
Главный конструктор самолёта Ту-134 Леонид Селяков вынес своё собственное заключение, отличное от официального:

Неоправданное прекращение взлёта на короткой ВПП (2100 м) вблизи её концевой кромки (300—350 м до конца ВПП) в сочетании с отмеченными недостатками в пилотировании, неправильное взаимодействие в экипаже, отсутствие чётких команд командира, несогласованные действия КВС и правого пилота при прекращении взлёта, отклонение руля высоты в сторону увеличения подъёмной силы на разбеге и пробеге, поздний выпуск интерцепторов, снизившие эффективность торможения самолёта, подтверждаемые слабыми следами колес на КПБ, а такие в сочетании с неточностями в учёте взлётной массы самолёта и взлётной тяги двигателей данного самолёта способствовали выкатыванию самолёта за пределы КПБ в овраг на скорости 120 км/ч с последующим разрушением.
Все системы самолёта Ту-134А СССР 65142 и двигателя Д-30 II-й серии до удара о землю были работоспособны и исправны. Мигающий сигнал системы ИВ-200Е, возможно, был следствием ложного срабатывания датчика при движении самолета по неровной ВПП.
Двигатели Д-30 II серии не имели правильной регулировки, что привело к потере взлетной тяги 2×1500 кг (−22 %).